# Josa i Tuixén
Josa i Tuxién ist eine Gemeinde in der katalanischen Comarca Alt Urgell in der Provinz Lleida. Sie hat 122 Einwohner (Stand: 2024) und befindet sich auf der Südseite der Bergkette Serra del Cadí auf einer Höhe von 1206 Metern. Die Gemeinde umfasst zwei Ortschaften, das Rathaus der Gemeinde befindet sich in Tuixén.
Gemeindestraßen verbinden den Ort mit den Dörfern La Seu d’Urgell und Sant Llorenç de Morunys. Die Gemeinde ist ein Zentrum für Nordischen Skisport.

## Gemeindegliederung
- Josa de Cadí
- Tuixén